# Saint-Gilles-Vieux-Marché
Saint-Gilles-Vieux-Marché (bret. Sant-Jili-ar-C'hozhvarc'had) – miejscowość i gmina we Francji, w regionie Bretania, w departamencie Côtes-d’Armor.
Według danych na rok 1990 gminę zamieszkiwały 324 osoby, a gęstość zaludnienia wynosiła 15 osób/km² (wśród 1269 gmin Bretanii Saint-Gilles-Vieux-Marché plasuje się na 929. miejscu pod względem liczby ludności, natomiast pod względem powierzchni na miejscu 463.).